# فرد رامزي
فرد رامزي (بالإنجليزية: Fred Ramsey)‏ هو ملحن وصحفي ومنتج أسطوانات ومؤلف أمريكي، ولد في 29 يناير 1915 في بيتسبرغ في الولايات المتحدة، وتوفي في 18 مارس 1995 في باترسون في الولايات المتحدة.

## وصلات خارجية
- فرد رامزي على موقع ميوزك برينز (الإنجليزية)